# Sebastian Kurz
Sebastian Kurz (Wenen, 27 augustus 1986) is een Oostenrijkse christendemocratische politicus en voormalig partijleider van de Oostenrijkse Volkspartij (ÖVP). Van 7 januari 2020 tot 11 oktober 2021 was hij de bondskanselier van Oostenrijk, nadat hij dit van 18 december 2017 tot en met 28 mei 2019 ook al was. Op 2 december 2021 kondigde hij zijn ontslag aan bij alle openbare ambten.
Eerder was Kurz minister van Buitenlandse Zaken en Integratie in de centrumlinkse regeringen van bondskanseliers Werner Faymann (2013-2016) en Christian Kern (2016-2017). Op 14 mei 2017 werd Kurz door de ÖVP gekozen als partijleider. Op 2 december 2021 legde hij die functie neer. 

## Biografie

### Jeugd en studie
Kurz werd geboren in Wenen en groeide op in de wijk Meidling, waar hij nog steeds woont. Van 1992 tot 1996 volgde hij basisonderwijs aan de volksschool in de Weense wijk Liesing, waarna hij naar het Bundesgymnasium en Realgymnasium in Wenen ging. Hij slaagde in 2004 voor zijn toelatingsexamen voor de universiteit. Na de middelbare school vervulde Kurz zijn militaire dienstplicht. Vanaf 2005 studeerde hij rechten aan de Universiteit van Wenen, maar hij maakte deze studie niet af vanwege zijn politieke ambities.

### Minister en partijleider
In 2009 werd Kurz gekozen als voorzitter van de JVP, de jongerenafdeling van de Oostenrijkse Volkspartij. Voor deze partij zat hij in 2010 en 2011 in de gemeenteraad van Wenen. In 2011 ging Kurz de landelijke politiek in. Hij was tussen april 2011 en december 2013 staatssecretaris voor Integratie en aansluitend, tot december 2017, minister van Buitenlandse Zaken. In deze functie had hij ook de portefeuille Integratie onder zich. Bij zijn aanstelling was Kurz de jongste minister sinds de stichting van de Republiek Oostenrijk en de jongste minister van Buitenlandse Zaken in de Europese Unie.
Nadat Reinhold Mitterlehner op 10 mei 2017 zijn aftreden bekendgemaakt had, werd Kurz op 14 mei 2017 door de ÖVP gekozen tot nieuwe partijleider. Hij stelde zeven voorwaarden voor het aanvaarden van deze functie en die allemaal werden ingewilligd. Hij kreeg onder meer invloed op de samenstelling van de kieslijsten op nationaal en landelijk (d.w.z. van de verschillende bondslanden) niveau, en er moesten om en om afwisselend mannen en vrouwen op de lijst komen.
Kurz wilde Reinhold Mitterlehner niet opvolgen als vicekanselier en zei een voorkeur voor Wolfgang Brandstetter, de minister van Justitie, als vicekanselier te hebben. Kurz wilde niet de zoveelste doorstart van de kabinetten-Faymann, maar vond het tijd voor vervroegde verkiezingen. De SPÖ ging hiermee akkoord en de verkiezingen vonden op 15 oktober 2017 plaats. De ÖVP werd de winnaar met 31,5 procent van de stemmen, een winst van bijna acht procentpunten ten opzichte van de vorige verkiezingen in 2013.

### Bondskanselier
Op 20 oktober 2017 werd Kurz formeel door president Alexander Van der Bellen gevraagd om een nieuwe regering te vormen. Vanwege de 'nieuwe politieke stijl' die Kurz tijdens de verkiezing beloofd had (als kritiek op de moeizame coalities van SPÖ en ÖVP), startte Kurz de coalitiebesprekingen met de rechts-populistische FPÖ. Op 18 december dat jaar werd het eerste kabinet-Kurz beëdigd met Kurz als bondskanselier. Met zijn leeftijd van 31 jaar werd hij daarmee de jongste regeringsleider die Europa ooit gekend heeft.
In reactie op de Ibiza-affaire en het terugtreden van vicekanselier Heinz-Christian Strache (FPÖ), beëindigde Kurz op 18 mei 2019 de samenwerking met de FPÖ. Op 21 mei droeg hij minister van Binnenlandse Zaken Herbert Kickl (FPÖ) bij de bondspresident voor ontslag voor. In reactie daarop dienden de overige FPÖ-ministers eveneens hun ontslag in. Op 22 mei werd een aantal partijloze deskundigen in de ontstane vacatures benoemd. Op 27 mei 2019 zegde de Nationale Raad het vertrouwen in de regering op. De volgende dag werd de ministers ontslag verleend en werd een overgangsregering benoemd onder leiding van vicekanselier Hartwig Löger. Kurz keerde daarin niet terug. Op 3 juni 2019 werd de macht overgenomen door de partijloze Brigitte Bierlein.
Bij de parlementsverkiezingen in september 2019 wist de ÖVP onder leiding van Kurz wederom een grote zege te boeken; de partij ging van 62 naar 71 zetels. Kurz kreeg van president Van der Bellen opnieuw de opdracht een coalitie te vormen en deed dit met de centrumlinkse partij Die Grünen, eveneens een grote winnaar. Het kabinet-Kurz II, en daarmee Kurz' tweede periode als bondskanselier, ging van start op 7 januari 2020.

#### Justitieel onderzoek
In mei 2021 maakte Kurz bekend dat hij en zijn stafchef onderzocht werden door het Oostenrijkse openbaar ministerie. Er werd onderzocht of Kurz heeft gelogen tegen een parlementaire commissie naar aanleiding van de Ibiza-affaire en eventuele andere gevallen van corruptie. Kurz heeft zelf gezegd de waarheid tegen de commissie te hebben gesproken.
In oktober 2021 werd het kantoor van Kurz doorzocht vanwege een verdenking van corruptie.
Op 9 oktober 2021 trad Kurz af als kanselier vanwege het corruptieonderzoek van Justitie. Hij werd opgevolgd door minister van Buitenlandse Zaken Alexander Schallenberg.
In mei 2025 werd Kurz in hoger beroep vrijgesproken van meineed.
Karl Renner · Michael Mayr · Johann Schober · Walter Breisky · Johann Schober · Ignaz Seipel · Rudolf Ramek · Ignaz Seipel · Ernst Streeruwitz · Johann Schober · Carl Vaugoin · Otto Ender · Karl Buresch · Engelbert Dollfuss · Kurt Schuschnigg · Arthur Seyss-Inquart · Karl Renner · Leopold Figl · Julius Raab · Alfons Gorbach · Josef Klaus · Bruno Kreisky · Fred Sinowatz · Franz Vranitzky · Viktor Klima · Wolfgang Schüssel · Alfred Gusenbauer · Werner Faymann · Christian Kern · Sebastian Kurz · Hartwig Löger · Brigitte Bierlein · Sebastian Kurz · Alexander Schallenberg · Karl Nehammer · Alexander Schallenberg · Christian Stocker